# Сульпиций Север
Сульпиций Север (лат. Sulpicius Severus; 363—410 или 429) — святой (день памяти — 29 января), писатель (агиограф и хронист).
Родом из Аквитании. Учился в Бурдигале (совр. Бордо). Сначала был адвокатом. По смерти жены, в 392 году, бросил занятие адвоката, и, под влиянием епископа Мартина Турского и Павлина из Нолы, избрал жизнь пустынника и удалился в монастырь близ Безье. В 409 году перешёл в Марсель. Провозгласив себя пелагианином, он скоро раскаялся в этом и осудил себя на вечное молчание.

## Труды
Составил подробное житие Мартина Турского (до 397 года). Мартину посвящены также «Послания», а в особенности — «Диалоги» (ок. 404 года).
Опираясь на произведения Евсевия Кесарийского и Иеронима, написал «Историю» («Historia»), или «Священную хронику» («Chronica sacra»), в 2-х книгах, которые, начиная рассказ с сотворения мира, доводят его до консульства Стилихона, то есть до 410 года. «Хроника» служит важным источником по истории арианства в Галлии. В Средние века «Хроника» служила пособием для изучения истории.
Написал также два диалога, которые относятся к числу самых древних источников сведений о монашеской жизни на Западе. Они пользовались большим уважением в Средние века и оказали значительное влияние на агиографию этого периода.
Сульпиций писал на правильной хорошей латыни. За элегантность стиля его сравнивали с Саллюстием.

## Сочинения
- Сульпиций Север. Сочинения

## Переводы
Русские переводы:
- Священная и церковная история христианского историка Сульпиция Севера. М., 1915. 138 стр. (переводчик не указан)
- Сульпиций Север. Сочинения. Пер. А. И. Донченко. М.: Росспэн, 1999. 320 стр. 2000 экз. (Серия «Классики античности и средневековья») (Включает «Хронику» и «Житие Мартина Турского»).